# Олонецкая улица (Санкт-Петербург)
Олоне́цкая улица — улица в историческом районе Удельная Выборгского административного района Санкт-Петербурга. Проходит от проспекта Энгельса до Удельного проспекта.

## История
Название Олонецкая улица известно с 1887 года, дано по городу Олонец Карелии в ряду близлежащих улиц, наименованных по старинным малым городам России.
С 1917 года до конца 1980-х годов включала в себя участок от Удельного проспекта до железной дороги, впоследствии упразднённый.

## Достопримечательности
- Берёзовый сад
- детская стоматологическая поликлиника № 2